# Guignicourt-sur-Vence
Guignicourt-sur-Vence ist eine französische Gemeinde mit 265 Einwohnern (Stand: 1. Januar 2022) im Département Ardennes in der Region Grand Est. Sie gehört zum Arrondissement Charleville-Mézières und zum Kanton Nouvion-sur-Meuse. 

## Geographie
Guignicourt-sur-Vence liegt etwa zehn Kilometer südsüdwestlich von Charleville-Mézières und etwa 21 Kilometer westlich von Sedan. Die Vence begrenzt die Gemeinde im Südosten. Umgeben wird Guignicourt-sur-Vence von den Nachbargemeinden Mondigny im Norden, Champigneul-sur-Vence im Norden und Nordosten, Saint-Pierre-sur-Vence im Nordosten, Yvernaumont im Osten und Südosten, Touligny im Süden und Westen sowie Gruyères im Nordwesten.

## Bevölkerungsentwicklung
| Jahr                       | 1962 | 1968 | 1975 | 1982 | 1990 | 1999 | 2006 | 2019 |
| Einwohner                  | 279  | 269  | 267  | 257  | 313  | 317  | 302  | 280  |
| Quellen: Cassini und INSEE |      |      |      |      |      |      |      |      |

## Sehenswürdigkeiten
- Kirche Saint-Martin
- Schloss aus dem 18. Jahrhundert mit Park und Arboretum
- Lavoir (ehemaliges Waschhaus)

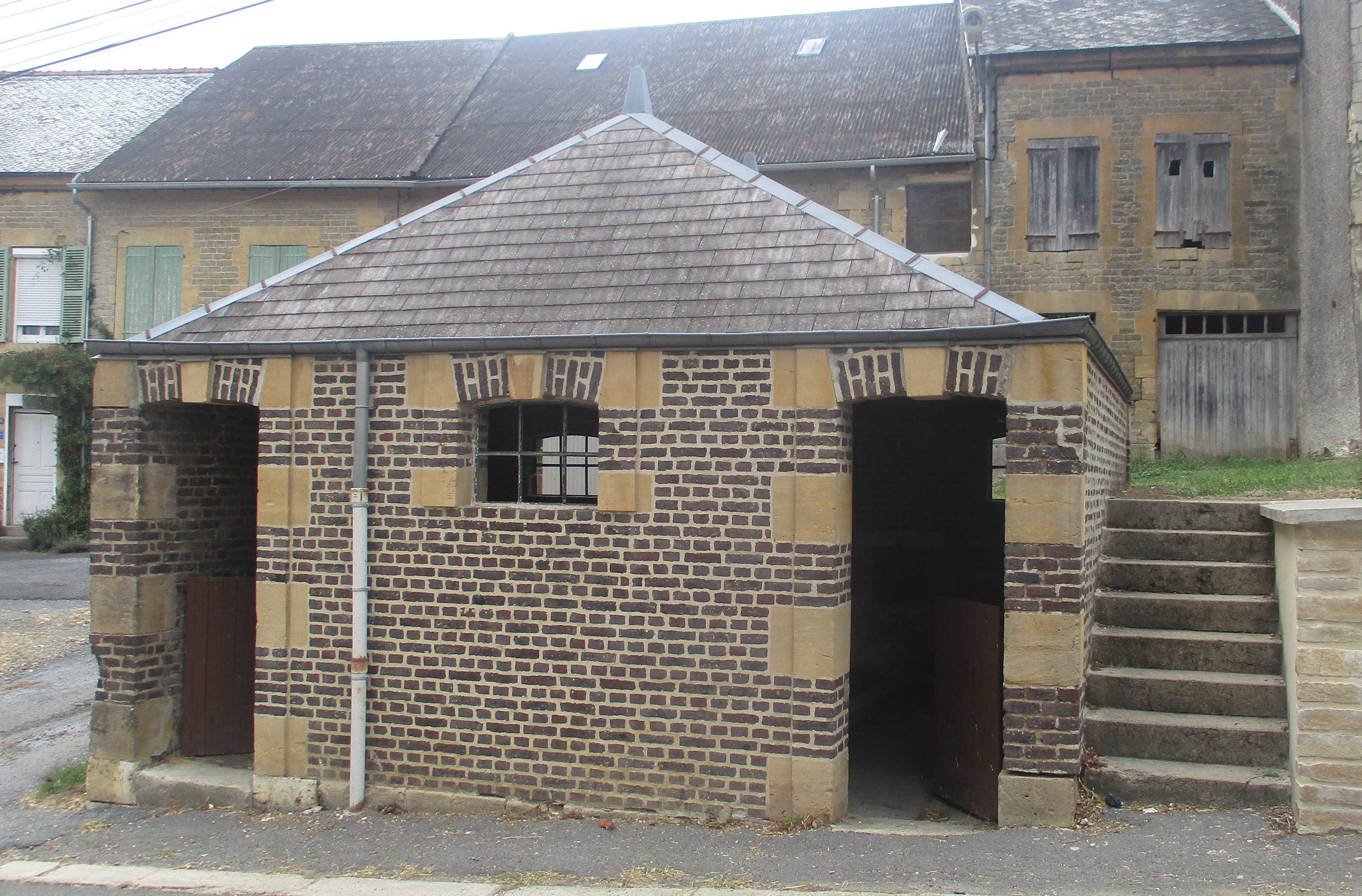
Lavoir